# Nemacoma borealis
Nemacoma borealis är en rundmaskart som först beskrevs av Steiner 1916.  Nemacoma borealis ingår i släktet Nemacoma och familjen Oxystominidae. Inga underarter finns listade i Catalogue of Life.